# 남위 42도
남위 42도는 적도로부터 남쪽으로 42도 떨어진 위선이다. 대서양, 인도양, 오스트랄라시아, 태평양, 남아메리카를 지난다. 
이 위도에서의 일조시간은 하지일 때 15시간 15분, 동지일 때 9시간 7분이다. 바카디의 일종인 '42 Below'는 남위 42도선에서 유래하였다.

## 지나가는 지역

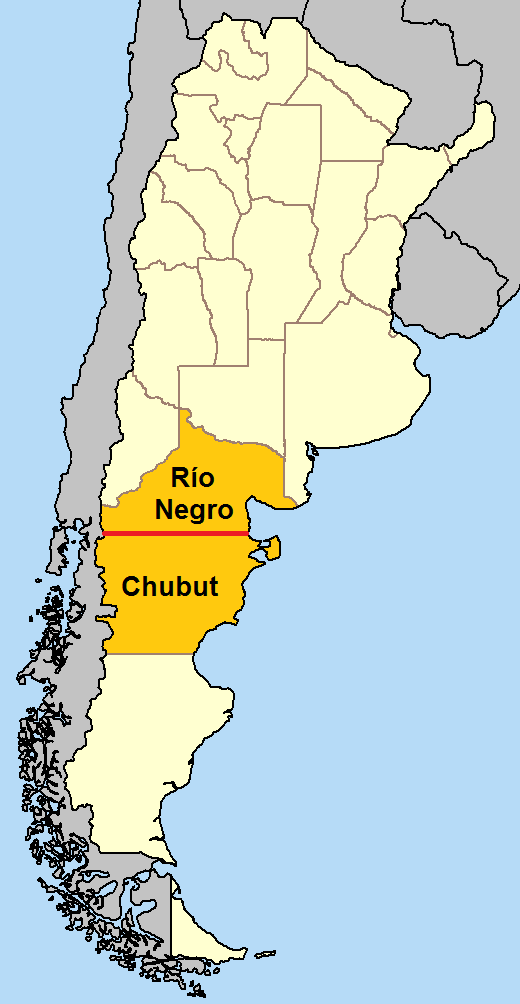
남위 42도선을 중심으로 아르헨티나의 리오네그로주와 추부트주가 경계를 형성한다.

남위 42도선은 본초 자오선에서 동쪽 방향으로 다음 지역들을 지나간다.
| 좌표                                                    | 국가, 지역, 해역 | 비고                           |
| ------------------------------------------------------- | ---------------- | ------------------------------ |
| 남위 42° 0′ 동경 0° 0′  / 남위 42.000° 동경 0.000°      | 대서양           |                                |
| 남위 42° 0′ 동경 20° 0′  / 남위 42.000° 동경 20.000°    | 인도양           |                                |
| 남위 42° 0′ 동경 145° 13′  / 남위 42.000° 동경 145.217° | 오스트레일리아   | 태즈메이니아주                 |
| 남위 42° 0′ 동경 148° 17′  / 남위 42.000° 동경 148.283° | 태평양           | 태즈먼해                       |
| 남위 42° 0′ 동경 171° 23′  / 남위 42.000° 동경 171.383° | 뉴질랜드         | 남섬                           |
| 남위 42° 0′ 동경 174° 0′  / 남위 42.000° 동경 174.000°  | 태평양           |                                |
| 남위 42° 0′ 서경 74° 3′  / 남위 42.000° 서경 74.050°    | 칠레             | 칠로에섬                       |
| 남위 42° 0′ 서경 73° 30′  / 남위 42.000° 서경 73.500°   | 태평양           | 앙쿠드만                       |
| 남위 42° 0′ 서경 72° 44′  / 남위 42.000° 서경 72.733°   | 칠레             | 로스라고스                     |
| 남위 42° 0′ 서경 71° 46′  / 남위 42.000° 서경 71.767°   | 아르헨티나       | 리오네그로주와 추부트주의 경계 |
| 남위 42° 0′ 서경 65° 4′  / 남위 42.000° 서경 65.067°    | 대서양           |                                |

## 같이 보기
- 남위 41도
- 남위 43도